# Gaslicht.com
Gaslicht.com is een Nederlandse vergelijkingssite voor energie. Het bedrijf is gevestigd in Amersfoort en is onderdeel van de Bencom Group, die meerdere vergelijkingssites beheert.

## Geschiedenis
Gaslicht.com werd in 2003 opgericht door de toen 18-jarige internetondernemer Ben Woldring. Hij voorzag behoefte aan een vergelijkingssite vanwege de liberalisering van de energiemarkt. Vanaf 1 juli 2001 konden consumenten al kiezen voor een leverancier van groene stroom, na 1 juli 2004 was iedereen vrij om een leverancier te kiezen voor alle elektriciteit en gas. Vanaf 2013 maakte de vergelijkingssite het ook mogelijk de opbrengst van zonnepanelen mee te nemen in de vergelijking.

## Diensten
Het bedrijf vergelijkt tarieven en diensten van energieleveranciers (met een leveringsvergunning) en is hierbij gebonden aan de eisen van de ACM, vastgelegd in de Informatievoorziening op de consumentenmarkt. De website geeft de consumenten gelegenheid om verbruiksgegevens in te voeren, waarna de totale jaarkosten berekend worden op basis van het verbruik in de opgegeven regio. Via de weergegeven resultaten kan een consument of zakelijke partij een energiepakket afsluiten via een aanmeldformulier. Zodra iemand een contract afsluit via het aanmeldformulier, ontvangt het bedrijf een eenmalige vergoeding van de energieleverancier. Deze vergoeding is voor iedere aanmelding gelijk.